# Olivia Carrillo
Olivia Carrillo Encinas (Nogales, 30 settembre 1963) è un'ex cestista e allenatrice di pallacanestro messicana.
È la sorella di Oralia Carrillo.

## Carriera
Con il Messico ha disputato i Giochi panamericani di Indianapolis 1987 e i Campionati americani del 1989.